# 基申格拉本河
49°49′23″N 9°33′54″E / 49.823132°N 9.564880°E
基申格拉本河（德語：Kirschengraben），是德國的河流，位於該國東南部，由巴伐利亞負責管轄，屬於阿爾特費爾德格拉本河的左支流，河道全長2公里，發源自馬克特海登費爾德西北面。